# Ситу
Ситу (фр. Citou) насеље је и општина у јужној Француској у региону Лангдок-Русијон, у департману Од која припада префектури Каркасон.
По подацима из 2011. године у општини је живело 81 становника, а густина насељености је износила 4,67 становника/km². Општина се простире на површини од 17,34 km². Налази се на средњој надморској висини од 363 метара (максималној 929 m, а минималној 260 m).

## Демографија
| 1962. | 1968. | 1975. | 1982. | 1990. | 1999. | 2011. |
| ----- | ----- | ----- | ----- | ----- | ----- | ----- |
| 130   | 137   | 120   | 110   | 90    | 96    | 81    |

График промене броја становника у току последњих година